# 埃布洛
埃布洛（法語：Ébouleau，法語發音：[ebulo]）是法国上法蘭西大區埃纳省的一个市镇，属于拉昂区。

## 地理
埃布洛（49°40'23"N, 3°52'29"E）面积13.03 平方千米，位于法国上法蘭西大區埃纳省，该省份为法国北部内陆省份，北起北部省，西接索姆省和瓦兹省，东临阿登省和马恩省，西南至塞纳-马恩省，东北部与比利时接壤。
与埃布洛接壤的市镇（或旧市镇、城区）包括：比西莱皮埃尔蓬、古德朗库尔-莱皮埃尔蓬、蒙蒂尼勒弗朗、圣皮埃尔蒙。

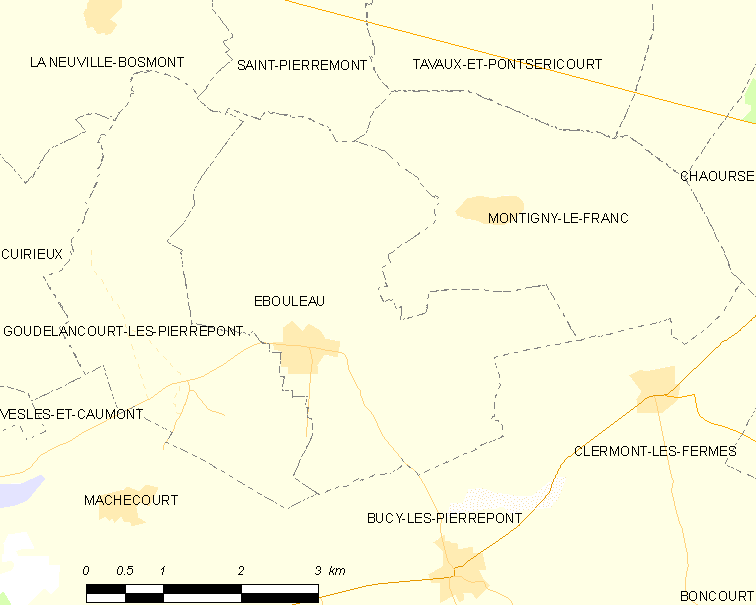
埃布洛的OSM定位图

埃布洛的时区为UTC+01:00、UTC+02:00（夏令时）。

## 行政
埃布洛的邮政编码为02350，INSEE市镇编码为02274。

## 政治
埃布洛所属的省级选区为埃纳河畔新城县。

## 人口

1962-2008年间埃布洛人口变化图示

埃布洛于2022年1月1日时的人口数量为173人。